# Mazus japonicus
Mazus japonicus é uma espécie de planta com flor pertencente à família Scrophulariaceae. 
A autoridade científica da espécie é (Thunb.) Kuntze, tendo sido publicada em Revisio Generum Plantarum 2: 462. 1891.

## Portugal
Trata-se de uma espécie presente no território português, nomeadamente no Arquipélago dos Açores.
Em termos de naturalidade é introduzida na região atrás indicada.

## Protecção
Não se encontra protegida por legislação portuguesa ou da Comunidade Europeia.